# Thủy điện Sông Chảy 6
Thủy điện Sông Chảy 6 là thủy điện xây dựng trên sông Chảy tại vùng đất xã Pà Vầy Sủ và xã Xín Mần, tỉnh Tuyên Quang, Việt Nam .
Thủy điện Sông Chảy 6 có công suất lắp máy 16 MW với 2 tổ máy, sản lượng điện hàng năm 57,21 triệu KWh, khởi công tháng 2/2017, dự kiến hoàn thành tháng 2/2019.
Thủy điện Sông Chảy 6 cách xã Pà Vầy Sủ cỡ 0,5 km phía hạ lưu theo dòng sông.

## Tác động môi trường dân sinh
Việc thi công đã gây ra tình trạng đất, đá bị sạt lở, chảy xuống dòng sông Chảy làm bồi lắng, hẹp dòng chảy trên địa bàn tỉnh Tuyên Quang là khá lo ngại. Các đơn vị này đang tàn phá môi trường một cách khốc liệt nhưng các cơ quan quản lý chưa làm hết trách nhiệm, để lại ô nhiễm môi trường cho người dân .